# Alfred Gundacker
Alfred Gundacker (* 17. Dezember 1918 in Blindenmarkt; † 5. April 2001 in Winklarn) war ein österreichischer Komponist, Musiker und Pädagoge.

## Leben
Gundacker wurde schon von Kindheit an von seiner Familie mit den Instrumenten Klavier und Orgel vertraut gemacht und eine fundierte musiktheoretische Ausbildung mit der damit verbundenen regelmäßigen Musikpraxis führten dazu, dass Alfred Gundacker zu einem international bekannten Komponisten wurde. Sein Klavierunterricht begann im Alter von 7 Jahren und mit 9 Jahren saß er bereits an der Orgel seines Heimatortes, wo er bald sakrale Musik zu verschiedenen Anlässen spielte.
Bereits mit 15 Jahren, im Jahre 1933, komponierte er seinen ersten Marsch mit dem Titel „Auf Wiederseh’n“ op. 3, schickte die Partitur ohne Wissen von Lehrern und Familie an das damalige Große Rundfunkorchester der RAVAG und erfuhr bald darauf aus der Radio-Wien-Zeitung von der bevorstehenden Uraufführung unter Kapellmeister Josef Holzer. Ein weiterer Marsch von Gundacker wurde im Rahmen der Wiener Funkausstellung unter der Leitung von Max Schönherr, dem Chefdirigenten des Großen Wiener Rundfunkorchesters, im Rundfunk ausgestrahlt. Seine Musikprofessoren erkannten seine musikalische Begabung und rieten ihm zum Studium an der Musikakademie.
Also setzte Gundacker die musikalische Ausbildung mit dem Studium der Fächer Klavier, Orgel, Cembalo und Theorie im Rahmen eines fünfjährigen Studiums an der Akademie für Musik und darstellende Kunst in Wien fort und legte die Lehrbefähigungsprüfungen am Klavier und an der Orgel ab. Nach erfolgreichem Abschluss des Studiums wurde er zum Dienst in der Deutschen Wehrmacht einberufen und nach der Grundausbildung einige Jahre lang im Musikkorps eingesetzt. Dort gehörte er als Sachbearbeiter dem Bataillons-Stab an, war als Pianist im Salonorchester tätig und schrieb weitere Kompositionen der gehobenen Unterhaltungsmusik.
Seine Kompositionen wurden laufend über den Rundfunk gesendet, so etwa vom Reichssender Hamburg bei den Hafenkonzerten, vom Reichssender Königsberg mit 17 Anschluss-Sendern oder vom Soldatensender Belgrad, wobei das Philharmonische Orchester Bad Reichenhall in Deutschland und Orchester in anderen Ländern, auch außerhalb Europas, seine Werke spielten.
Nach Ende des Zweiten Weltkrieges arbeitete er als Lehrer für Musik und Stenografie am Bundesgymnasium Amstetten, war gleichzeitig einige Jahre lang auch an der HBLA Amstetten und an der Bundeslehrerbildungsanstalt St. Pölten und als Klavierlehrer tätig und hat von 1946 bis 1963 oft als Organist und Pianist sowie als Klavierbegleiter im Rahmen von Konzerten mitgewirkt. In dieser Zeit kamen zahlreiche Radioaufführungen zustande, etwa durch das Große Vorarlberger Funkorchester, das Große und das Kleine Rundfunkorchester Wien, das Grazer Philharmonische Orchester, das Mozarteumorchester Salzburg, das Landestheater-Orchester Linz oder unter den Dirigenten Kurt Wöss, Eduard Strauss, Franz Bauer-Theussl, Karl Grell und Walter Goldschmidt durch das Tonkünstler-Orchester Niederösterreich. Durch die Radioaufführung des Konzertwalzers „Morgenzauber“ durch die Sendergruppe West wurde der Musikdirektor Otto Zurmühle aus Luzern auf Alfred Gundacker aufmerksam, trat mit diesem über Vermittlung des Senders Dornbirn in Verbindung und arrangierte den Walzer für Schweizer Besetzung. Einige Kompositionen von Gundacker wurden später in der Schweiz gedruckt und auch als Prüfungsstücke bei Kantonalwertungsspielen eingesetzt.
Gundacker gehörte von 1969 bis 1972 der Prüfungskommission für das Lehramt an Hauptschulen für Musik und Stenografie beim Landesschulrat für Niederösterreich an.
Fast 70 Jahre lang war Alfred Gundacker in diversen Pfarren als Organist tätig, so etwa zuletzt in der Pfarre Amstetten St. Maria. Er hat neben kirchlichem und weltlichem Liedgut viele Werke für Blas- und Streichorchester, einige Solostücke und mehrere Kompositionen für Jagdhörner geschaffen.
Alfred Gundacker war seit 1944 verheiratet und lebte mit seiner Gattin Maria bis zu seinem Tod in Winklarn bei Amstetten.

## Werke (Auswahl)
- Kleine Fantasie
- Festtagsklänge, Ouvertüre
- Zum Hochzeitstag, op. 69
- Ostarrichi-Hymne
- Fliegerfanfare
- Helicopter-Intermezzo
- Mit Respekt, Marsch
- Tageserwachen, Konzertwalzer
- Morgenzauber, Konzertwalzer
- Studentenfreuden, Marsch
- Traumstunden, Konzertwalzer
- Neuhofner Heimatlied
- Die lustigen Mostviertler, Ländler
- Erinnerungen an die Jugendzeit, Konzertwalzer
- Ave Maria für Sopran und Orgel
- Im Sonnenreich, Marsch

## Diskografie (Auswahl)
- „Blasmusik aus der Wiege Österreichs“, CD
- 7 Titel auf „Tageserwachen“, CD
- 5 Titel auf „Melodien von Carl Zeller, Alfred Gundacker u.A.“, CD
- 4 Titel auf „Hofballtänze – Einst und jetzt“, CD
- 4 Titel auf „Independence day“, CD
- 7 Titel auf „Alfred Gundacker und weitere Komponisten“, CD

## Auszeichnungen
- 1989: Goldenes Horn der Jagdhornbläser
- 1989: Silbernes Ehrenzeichen des Amstettner Musikvereins
- 1991: Goldenes Ehrenzeichen für Verdienste um das Bundesland Niederösterreich
- 1993: Kulturpreis der Stadt Amstetten
- 1993: Ehrenring der Gemeinde Winklarn bei Amstetten
- 1994: Hippolyt-Orden in Silber
- 2000: Goldenes Ehrenzeichen für Verdienste um die Republik Österreich